# Roberto Payán
Roberto Payán là một khu tự quản thuộc tỉnh Nariño, Colombia. Thủ phủ của khu tự quản Roberto Payán đóng tại San José de las Lagunas. Khu tự quản Roberto Payán có diện tích 1179 ki lô mét vuông. Đến thời điểm ngày 28 tháng 5 năm 2005, khu tự quản Roberto Payán có dân số 8903 người.